# Symplocos lilacina
Symplocos lilacina är en tvåhjärtbladig växtart som beskrevs av August Brand. Symplocos lilacina ingår i släktet Symplocos och familjen Symplocaceae. Inga underarter finns listade i Catalogue of Life.